# Amolinia
Amolinia là một chi thực vật có hoa trong họ Cúc (Asteraceae).

## Loài
Chi Amolinia gồm các loài: